# 浪川乡
浪川乡，中国浙江省西北部淳安县下辖的一个乡。

## 行政区划
浪川乡现辖：
桃源村、占家村、洪家村、马石村、芹川村、新桥村、全朴村、芳梧村、大联村、联欢村、鲍家村、大塘村、狮古山村、浯溪村、杨家村、峰川村、汇源村、源峰村和裕丰村。